# Citrine (cràter)
Citrine és un cràter sobre la superfície de (2867) Šteins, situat amb el sistema de coordenades planetocèntriques 13.7 ° de latitud nord i 340.6 ° de longitud est. Fa un diàmetre de 0.61 km. El nom va ser fet oficial per la UAI el nou de maig de 2012 i fa referència a la citrina, una varietat groga de quars. El seu color és degut a les impureses del ferro trivalent.